# Seda Tutkhalyan
Seda Gurgenovna Tutkhalyan (em russo:  Седа Гургеновна Тутхалян; em armênio/arménio:  Սեդա Գուրգենի Թութխալյան; Guiumri, 15 de julho de 1999) é uma ginasta russa, nascida na Armênia, que compete em provas de ginástica artística.
Foi campeã individual geral nos Jogos Olímpicos da Juventude de 2014, em Nanquim, e medalhista de prata por equipes nos Jogos Olímpicos de 2016, no Rio de Janeiro.

## Carreira

### Júnior
Tutkhalyan nasceu em Guiumri, na Armênia, mas mudou-se para Moscou ainda na infância. Seu pai, Gurgen Tutkhalyan, foi quatro vezes campeão mundial de sambo pela então União Soviética e seu irmão, Vaik, compete na mesma arte marcial representando a Bielorrússia.
Após ser uma das destaques no Campeonato Russo de Ginástica Artística Júnior de 2013, com quatro medalhas de ouro e uma de bronze, ela foi selecionada para representar a Rússia nos Jogos Olímpicos da Juventude de 2014 em Nanquim, China, onde venceu no individual geral e nas barras assimétricas, foi prata nos exercícios de solo e ficou em quinto lugar no salto.

### Sênior

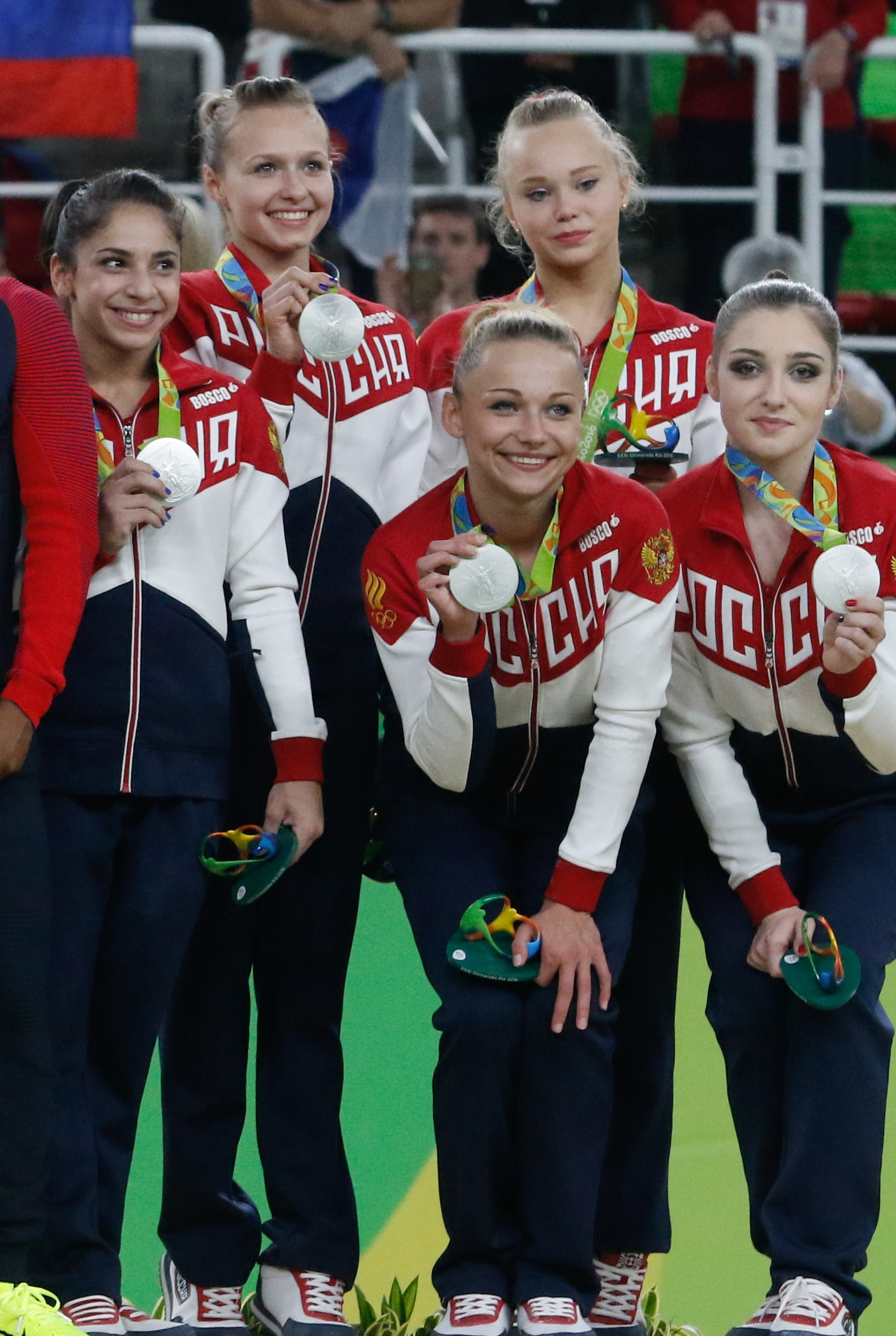
Tutkhalyan (primeira da esquerda) com suas companheiras de equipe após a medalha de prata nas Olimpíadas de 2016.

Após se tornar uma ginasta de elite sênior em 2015, em junho daquele ano foi nomeada para integrar a equipe russa nos Jogos Europeus, em Baku, com Aliya Mustafina e Viktoria Komova. Conquistou a medalha de ouro por equipes equipe e obteve a segunda maior pontuação geral nas qualificatórias. No entanto, como a maior pontuação foi da sua companheira Mustafina e apenas uma ginasta por país foi permitido avançar para a final, acabou de fora do individual geral. Ela se classificou para as finais por aparelhos, ficando em segundo lugar no salto com uma pontuação média de 14,683 após dois saltos, e em quinto lugar na trave de equilíbrio com 13,566. Disputou seu primeiro Campeonato Mundial em 2015, onde finalizou com a equipe russa em quarto lugar e também não conquistou medalhas na final do individual geral (15º lugar) e da trave (6º).

#### Jogos Olímpicos de 2016
Tutkhalyan foi convocada para a equipe olímpica da Rússia nos Jogos Olímpicos de 2016, no Rio de Janeiro, depois que problemas físicos levaram Ksenia Afanasyeva para a reserva e mais tarde forçaram sua aposentadoria da ginástica. Na qualificação, competiu no individual geral e se classificou em quarto lugar com uma pontuação de 58,207. Na final por equipes, contribuiu com uma pontuação de 14,766 na trave e 13,766 no solo para a medalha de prata junto com Aliya Mustafina, Angelina Melnikova, Maria Paseka e Daria Spiridonova.
Na final do individual geral, competiu no primeiro grupo e começou bem com uma pontuação de 14,866 no salto e 15,033 nas barras assimétricas, mas após apresentações com quedas e falhas tanto na trave quanto no solo, terminou com uma pontuação total de 54,665 e o 22º lugar, encerrando assim sua primeira aparição olímpica. Ela não havia se classificado para nenhuma final por aparelhos, embora tivesse sido a segunda reserva para a final do salto.